# Aleksander Jan Potocki
Aleksander Jan (Jan Aleksander) Potocki herbu Pilawa (ur. przed 1660 lub 1662 w Kamieńcu Podolskim, zm. 1714) – podkomorzy halicki, wojewoda smoleński, starosta szczyrzecki w 1703 roku.

## Życiorys
Syn Pawła Potockiego (zm. 1675), kasztelana kamienieckiego i Eleonory Sołtykow (zm. 1691). Brat Stefana (zm. 1730), marszałka nadwornego koronnego i Teodora Andrzeja, prymasa Polski. Przyrodni brat Józefa Stanisława, kasztelana kamienieckiego. Poślubił Zuzannę Karczewską, córkę Tomasza Karczewskiego, kasztelana halickiego. Ich jedyny syn Tomasz (ur. 1689) zmarł w młodości. Druga żona od 1693 Teresa Tarłówna, córka kasztelana zawichojskiego Aleksandra Tarły (1630-1684) herbu Topór i Joanny Kostczanki, herbu Dąbrowa (1649-1684) urodziła czworo dzieci: Elżbieta, późniejszą żonę Marcina Szczuki, starosty wąwolnickiego, Teresę – ksenię Bernardynek we Lwowie, Józefa (1695-1765), kasztelana lwowskiego i Antoniego Michała, wojewodę bełskiego i generała. Po śmierci męża Teresa z Tarłów Potocka wzniosła drewniany kościół w Monasterzyskach (przed 1721 r.).
Od roku 1692 podkomorzy halicki, później kasztelan kamieniecki (1702- 1712) i wojewoda smoleński (1712-1714).
Poseł sejmiku halickiego na sejm 1685 roku, sejm zwyczajny 1688 roku, sejm 1690 roku, sejm zwyczajny 1692/1693 roku. Poseł sejmiku ziemskiego ziemi halickiej na sejm konwokacyjny 1696 roku. Jako poseł na sejm elekcyjny 1697 roku był elektorem Augusta II Mocnego z ziemi halickiej w 1697 roku. Poseł na sejm 1703 roku z ziemi halickiej.
Był członkiem konfederacji sandomierskiej 1704 roku. Kolejny właściciel majątku Uście Zielone, Monasterzyska.